# Heinrich Bromm
Heinrich Bromm (* 7. Oktober 1910 in Mühlhausen i. Ostpr., Kreis Preußisch Holland; † 19. Juli 1941 bei Obidowitschi am Dnepr) war ein deutscher Maler. Er fiel im Deutsch-Sowjetischen Krieg.

## Leben
Heinrich Bromm wuchs in Königsberg i. Pr. in der Altstädtischen Langgasse nahe dem Kaiser-Wilhelm-Platz auf. Er besuchte ab 1929 das Altstädtische Gymnasium und studierte bis 1934 an der Kunstakademie Königsberg bei Fritz Burmann Figurenmalerei, bei Franz Marten angewandte Grafik und bei Richard Pfeiffer Wandmalerei. Gleichzeitig hatte er an der Albertus-Universität Königsberg naturwissenschaftliche Fächer wie Biologie und Geographie belegt, um dem Wunsche seines Vaters zu entsprechen und eine Lehrerausbildung zu absolvieren. Nach seinem Examen in Naturwissenschaften 1933 arbeitete er in Berlin mit Willy Jaeckel zusammen. Dort schloss er seine Studien mit dem Staatsexamen für das künstlerische Lehrfach 1934 ab. Er kehrte 1936 nach Königsberg zurück und wurde an der Kunstakademie Meisterschüler von Eduard Bischoff für Freie Malerei. Seinen Militärdienst legte er 1935/36 bei der Berittenen Artillerie in Insterburg ab. 1939 zum Heer (Wehrmacht) einberufen, nahm er am Überfall auf Polen, am Westfeldzug (Holland, Frankreich) und am Deutsch-Sowjetischen Krieg teil. Noch keine 31 Jahre alt, fiel er bei Obidowitschi am Dnepr. Bromm war Angehöriger der SA und 1942 in Dresden posthum auf der Kunstausstellung der SA vertreten.

## Werke
Bromm malte die Landschaften seiner Heimat sowie die von Norwegen, das er 1933 auf einer Studienreise mit dem Fahrrad durchfuhr. Farbenfroher als die Gemälde aus Polen und Russland waren seine Bilder aus Südfrankreich. Diese Bilder waren auf Ausstellungen, darunter in der Galerie Nierendorf, zu sehen. Öffentliche Aufträge, wie die Ausmalung des Ratskellers in Insterburg, Sgraffiti und Fresken an den Gebäuden der Nationalpolitischen Erziehungsanstalt in Stuhm oder die Gestaltung der Glasfenster im Regierungsgebäude in Allenstein, machten ihn bekannt. 1936 malte er im Olympischen Dorf in Berlin das Haus Tilsit aus. Viele seiner Arbeiten sind durch die Kriegseinwirkungen bei den Luftangriffen auf Königsberg Ende August 1944 zerstört worden. Lediglich etwa 200 seiner Aquarelle und Werkfotos konnten von seiner Mutter und seiner Schwester auf der Flucht gerettet werden. Heinrich Bromm liebte die Musik und spielte selbst Orgel, Bratsche und Geige. Deshalb zeigt er Menschen vor einer fiktiven Landschaft, die Musikinstrumente in den Händen halten. Vier Monate nach seinem Tod wurde ihm zu Ehren eine Gedächtnisausstellung im Krönungsgang des Königsberger Schlosses durchgeführt.

## Ausstellungen
- „Als Kostbarkeiten empfunden – Aquarelle von Heinrich Bromm“ (2019); Kabinettausstellung im Ostpreußischen Landesmuseum[1]